# Uberto Bertacca
Uberto Bertacca (Viareggio, 28 novembre 1936 – Kélibia, 11 febbraio 2020) è stato uno scenografo e costumista italiano.

## Biografia
Dopo aver trascorso gli anni della giovinezza a Viareggio, alla fine degli anni '50 si trasferì a Roma, dove iniziò a lavorare come aiuto scenografo.
Nel 1969 venne chiamato da Luca Ronconi per realizzare le scenografie dell'Orlando Furioso al Festival di Spoleto. Per questo spettacolo Bertacca concepì una serie di piattaforme mobili dislocate in un'area rettangolare di circa trenta metri per diciotto invasa contemporaneamente da attori e spettatori, nonché da un'attrezzeria ricca, costituita da cavalli di lamiera, un'orca di vimini, un ippogrifo librato sulle teste della gente.
La sua attività professionale coprì un arco di oltre quarant'anni. Durante il suo percorso artistico Bertacca lavorò nel teatro di prosa, nella commedia musicale, nel teatro sperimentale, nell'opera lirica. Realizzò centinaia di allestimenti scenici (curando spesso anche i costumi) nei maggiori teatri italiani e all'estero, in Francia, Spagna, Germania, Paesi Bassi e in America Latina. Lavorò con diversi registi tra cui Giancarlo Sepe, Luigi Squarzina, Giuseppe Patroni Griffi, Mario Monicelli, Maria Francesca Siciliani, Attilio Corsini, Egisto Marcucci, Paolo Poli, Glauco Mauri, Mauro Bolognini, Tato Russo e molti altri.  La collaborazione con Pietro Garinei al Teatro Sistina durò oltre 20 anni e vide la realizzazione di una ventina di commedie musicali tra cui I sette re di Roma e Vacanze romane.
Tra gli impegni lirici sostenuti: dal 1973 al 1982 per il Festival Puccini di Torre del Lago: La Fanciulla del West, Madama Butterfly, Tosca e La bohème; Un ballo in maschera, La clemenza di Tito per la regia di Luca Ronconi a Bonn; a Kassel Il trovatore. Collaborò inoltre con il Teatro Carlo Felice di Genova nel Così fan tutte e con il Teatro Regio di Torino ne Le nozze di Figaro.
Fu scenografo in numerosi film, tra cui Sturmtruppen di Salvatore Samperi, Holocaust 2000 di Alberto De Martino, Piccoli fuochi di Peter Del Monte. Nel 1990 e 1991 ideò le scenografie per due edizioni del Festival di Sanremo.
Nel 2016 venne prodotto un film documentario sulla sua opera, dal titolo Uberto degli specchi, narrato da Bertacca stesso e da Renato Scarpa per la regia di Marco Mensa ed Elisa Mereghetti, e trasmesso da Rai5. Il documentario ha ricevuto la nomination come Miglior film documentario ai Globi d'oro 2017.
Bertacca è morto in Tunisia nel 2020 a causa di una polmonite da COVID-19.